# کریسمس خونین
کریسمس خونین (به ترکی استانبولی: Kanlı Noel) به مجموعه حملات نظامی و مسلحانه یونانی‌ها به ترک‌های قبرس که در سال ۱۹۶۳ در جزیره قبرس برای بیرون‌راندن ترک‌ها رخ داد، گفته می‌شود.

## تاریخچه
در ۱۶ اوت سال ۱۹۶۰ جزیره قبرس مستقل شد و اعلام استقلال کرد، جمهوری قبرس، با تقسیم قدرت میان این دو جامعه یونانی و ترک تحت موافقت نامه‌های زوریخ در سال ۱۹۶۰، با نظارت بریتانیا، یونان و ترکیه تضمین و قرار بر این شد که رئیس‌جمهور از میان یونانی‌ها و معاون رئیس‌جمهور از میان ترک‌ها انتخاب شود. به دنبال این توافقنامه اسقف ماکاریوس سوم به عنوان رئیس‌جمهور توسط قبرسی‌های یونانی و دکتر فاضل کوچوک نیز به عنوان معاون رئیس‌جمهور از جانب قبرسی‌های ترک انتخاب شد. در دسامبر ۱۹۶۳ رویدادهایی که از آن به عنوان کریسمس خونین یاد می‌شود اتفاق افتاد. با آغاز عملیات نظامی یونانی‌های این جزیره، ترک‌های قبرس کشور را ترک کردند و این سرآغاز درگیری‌های قومی میان ترک‌ها و یونانی‌ها در این جزیره بود که برای ۱۱ سال ادامه پیدا کرد. در این درگیری‌ها طرف ترک تلفات سنگین‌تری را متحمل شد و حدود ۲۵ هزار نفر که یک پنجم جمعیت ترک‌ها را شامل می‌شد آواره شدند. این افراد در حدود ۱۰ سال تا پیش از حمله سال ۱۹۷۴ ترکیه به جزیره قبرس به صورت پناهنده زندگی می‌کردند. تا اواخر دهه ۱۹۶۰ تنش ادامه پیدا کرد و در طی این مدت حدود ۶۰ هزار نفر از ترک‌های قبرسی مجبور به ترک خانه‌های خود و مهاجرت به کشورهای دیگر شدند. در طول درگیری‌ها برای بیرون کردن ترک‌ها از قبرس، ۳۶۴ نفر از ترک‌ها و ۱۷۴ نفر از یونانی‌ها کشته شدند.